# Астеро
„Астеро“ (на гръцки: Αστέρω) е гръцки драматичен филм от 1959 година.

## Сюжет
В планините на Пелопонес, в строго патриархално общество, живее богатия земевладелец Митрос (Титос Вандис), заедно със сина си Тимиос (Димитрис Папамихаил) и доведената си дъщеря Астеро (Алики Вуюклаки). Израствайки заедно, Астеро и Тимиос се влюбват един в друг, но Митрос категорично се обявява против техните чувства. Той има намерение да ожени Тимиос за момиче от знатно семейство, а за съпруг на Астеро е избрал друг заможен земевладелец. Любовта на Тимио към Астеро увяхва, когато той започва да мисли, че тя го е предала и започва да се държи студено с нея. Наранена, Астеро бяга високо в планините, където губи разсъдъка си. Осъзнавайки, че е допуснал грешка, Тимио се включва в издирването на Астеро. Той започва да свири с флейтата си мелодия, която е свирил докато са били деца и това привлича вниманието на Астеро. Митрос разбира, че ако иска да спаси младежите, трябва да позволи любовта им да се развие.

## В ролите
- Алики Вуюклаки като Астеро
- Титос Вандис като Митрос
- Димитрис Папамихаил като Тимиос
- Георгия Василеяду като Стаматина
- Стефанос Стратигос като Танос

## Номинации
- Номинация за Златна мечка за най-добър филм от Международния кинофестивал в Берлин през 1959 година.[1]